# Redfield (Dakota del Sur)
Redfield es una ciudad ubicada en el condado de Spink en el estado estadounidense de Dakota del Sur. En el Censo de 2010 tenía una población de 2.333 habitantes y una densidad poblacional de 470,87 personas por km².

## Geografía
Redfield se encuentra ubicada en las coordenadas 44°52′24″N 98°31′9″O / 44.87333, -98.51917. Según la Oficina del Censo de los Estados Unidos, Redfield tiene una superficie total de 4.95 km², de la cual 4.89 km² corresponden a tierra firme y (1.36%) 0.07 km² es agua.

## Demografía
Según el censo de 2010, había 2.333 personas residiendo en Redfield. La densidad de población era de 470,87 hab./km². De los 2.333 habitantes, Redfield estaba compuesto por el 96.91% blancos, el 0.47% eran afroamericanos, el 0.86% eran amerindios, el 0.13% eran asiáticos, el 0% eran isleños del Pacífico, el 0.51% eran de otras razas y el 1.11% pertenecían a dos o más razas. Del total de la población el 1.41% eran hispanos o latinos de cualquier raza.